# Incilius chompipe
Incilius chompipe is een kikker uit de familie padden (Bufonidae) die alleen voorkomt in Costa Rica.

## Verspreiding
Incilius chompipe is een endemische soort uit Costa Rica en komt voor op verschillende locaties in de Cordillera Central. De soort leeft in nevelwoud op hoogtes van 1.400 tot 2.050 meter boven zeeniveau.

## Uiterlijke kenmerken
Incilius chompipe is ongeveer 3,5 cm lang met een bruine of grijze huid.

## Gevangenschap
In 2013 kwamen twee mannelijke en één vrouwelijke Incilius chompipe naar het Manchester Museum, die waren gevangen op de oostflank van de Volcán Turriabla, voor een fokprogramma. In 2014 werden de eerste eieren gelegd.